# Nyíracsád, Hajdú-Bihar
Nyíracsád  este un sat în districtul Nyíradony, județul Hajdú-Bihar, Ungaria, având o populație de 4.025 de locuitori (2011). 

## Demografie
Componența etnică a satului Nyíracsád
     Maghiari (92,03%)
     Romi (7,37%)
     Necunoscut (0,29%)
     Alții (0,31%)
Componența confesională a satului Nyíracsád
     Greco-catolici (48,47%)
     Romano-catolici (19,28%)
     Reformați (12,62%)
     Fără religie (1,24%)
     Necunoscută (18,14%)
     Atei (0,25%)
     Alte religii (0,82%)
Conform recensământului din 2011, satul Nyíracsád avea 4.025 de locuitori. Din punct de vedere etnic, majoritatea locuitorilor (92,03%) erau maghiari, cu o minoritate de romi (7,37%). Apartenența etnică nu este cunoscută în cazul a 0,29% din locuitori. Nu există o religie majoritară, locuitorii fiind greco-catolici (48,47%), romano-catolici (19,28%), reformați (12,62%) și persoane fără religie (1,24%). Pentru 18,14% din locuitori nu este cunoscută apartenența confesională.